# Bojana Milenković
Pour les articles homonymes, voir Milenković.
Bojana Milenković, née le 6 mars 1997 à Belgrade, est une joueuse serbe de volley-ball.

## Carrière
Avec la sélection nationale serbe, elle remporte le Championnat d'Europe féminin de volley-ball des moins de 19 ans 2014, le Championnat d'Europe féminin de volley-ball 2017 et le Championnat du monde féminin de volley-ball 2018 ; elle est aussi troisième du Grand Prix mondial de volley-ball en 2017. Elle est par ailleurs nommée meilleure attaquante de l'Euro des moins de 19 ans 2014 ainsi que du Championnat du monde féminin de volley-ball des moins de 20 ans 2015. 
Elle remporte la Coupe de Serbie de volley-ball féminin 2014 avec l'Étoile rouge de Belgrade.